# Ну ты и придурок!
«Ну ты и придурок!» (англ. You Stupid Man) — фильм режиссёра Брайана Барнса.

## Сюжет
Когда писатель Оуэн совершает неожиданное путешествие в Лос-Анджелес, чтобы встретиться с любимой девушкой и актрисой Хлоей, он обнаруживает, что она обманывает его. С разбитым сердцем он возвращается в Нью-Йорк, и его друзья Диана и Джек устраивают ему свидание вслепую с девушкой по имени Надин. Оуэн и Надин не нравятся друг другу поначалу, но позднее они становятся лучшими друзьями, а Надин втайне влюбляется в него. В день рождения Оуэна они проводят ночь вместе.
На следующее утро Хлоя возвращается в Нью-Йорк, поскольку потеряла работу в телепередаче. Она просит прощения у Оуэна и хочет, чтобы он вернулся к ней, но он говорит, что должен подумать.

## В ролях
| Актёр              | Роль             |
| ------------------ | ---------------- |
| Милла Йовович      | Надин            |
| Дэвид Крамхолц     | Оуэн             |
| Уильям Болдуин     | Брейди           |
| Дениз Ричардс      | Хлоя             |
| Дэн Монтгомери мл. | Джек             |
| Джессика Коффил    | Диана            |
| Лэнди Кэннон       | Роджер           |
| Катя Корривуа      | Кристалл         |
| Кристофер Крамб    | Джон             |
| Консетиа Хэмилтон  | певица евангилие |

## Съёмочная группа
- Режиссёр — Брайан Барнс
- Продюсер — Том Берри, Брайан Барнс, Алекс Кэмпбелл
- Сценарист — Брайан Барнс
- Оператор — Дэвид Херрингтон
- Композитор — Дэвид Шварц
- Монтаж — Уильям Генри
- Подбор актёров — Сара Халли Финн, Ранди Хиллер
- Художники-постановщики — Крейг Лазроб
- Декоратор — Уильям Кемпер Райт
- Художник по костюмам — Дельфин Вайт